# Nagcarlan
Nagcarlan è una municipalità di terza classe delle Filippine, situata nella Provincia di Laguna, nella Regione del Calabarzon.
Nagcarlan è formata da 52 baranggay:
- Abo
- Alibungbungan
- Alumbrado
- Balayong
- Balimbing
- Balinacon
- Bambang
- Banago
- Banca-banca
- Bangcuro
- Banilad
- Bayaquitos
- Buboy
- Buenavista
- Buhanginan
- Bukal
- Bunga
- Cabuyew

- Calumpang
- Kanluran Kabubuhayan
- Kanluran Lazaan
- Labangan
- Lagulo
- Lawaguin
- Maiit
- Malaya
- Malinao
- Manaol
- Maravilla
- Nagcalbang
- Oples
- Palayan
- Palina
- Poblacion I (Pob.)
- Poblacion II (Pob.)

- Poblacion III (Pob.)
- Sabang
- San Francisco
- Santa Lucia
- Sibulan
- Silangan Ilaya
- Silangan Kabubuhayan
- Silangan Lazaan
- Silangan Napapatid
- Sinipian
- Sulsuguin
- Talahib
- Talangan
- Taytay
- Tipacan
- Wakat
- Yukos

A Nagcarlan è presente il monumento storico nazionale cimitero sotterraneo di Nagcarlan, unico esempio di cimitero catacombale dell'era spagnola nelle Filippine.